# 馬克斯·貢特爾
馬克斯·貢特爾（德語：Max Günthör；1985年8月9日—）是一位德國排球運動員。他是德國國家排球隊的一員，代表德國參加了2009年歐錦賽並獲得了金牌，在2014年世錦賽獲得銅牌。